# Ostrinia quadripunctalis
Ostrinia quadripunctalis là một loài bướm đêm trong họ Crambidae.